# 横沟乡
横沟乡，是中华人民共和国江苏省连云港市东海县下辖的一个已撤销的乡镇级行政单位。

## 行政区划
横沟乡下辖以下地区：
横沟村、停埠村、塘坊村、坡林村、东连湾村、西连湾村、存村、甘汪村、西晓庄村、罗庄村、房埠村和石文港村。